# Charles Edward Munroe
Charles Edward Munroe (Cambridge, 1849 – Forest Glen, 1938) è stato un chimico statunitense.
Docente all'accademia navale di Annapolis, fu grande studioso di esplosivi; a lui si deve la scoperta dell'effetto Munroe.